# Myxobolus pleuronectidae
Myxobolus pleuronectidae is een microscopische parasiet uit de familie Myxobolidae. Myxobolus pleuronectidae werd in 1917 beschreven door Hahn. 